# Paasinkivi
Paasinkivi är en ö i Finland. Den ligger i sjön Humalajärvi och i kommunen Toivakka i den ekonomiska regionen  Jyväskylä ekonomiska region  och landskapet Mellersta Finland, i den södra delen av landet, 230 km norr om huvudstaden Helsingfors. Öns största längd är 10 meter i öst-västlig riktning.